# Kasongo (territoire)
Cet article possède un paronyme, voir Kabongo (territoire).
Le territoire de Kasongo est une entité administrative déconcentrée de la province du Maniema en république démocratique du Congo. Un poste de l'État indépendant du Congo y fut créé par Francis Dhanis en février 1889. Elle se situe au sud de Kindu et à l'ouest de Baraka .

## Histoire
La localité fut dès la fin du XIXe siècle un important comptoir commercial. Elle comptait environ 60 000 habitants à l'époque. Elle fut également au cœur des batailles opposant l'État indépendant du Congo contre les Arabo-Swahilis entre 1892 et 1894 et de la révolte des Batetela en 1898.
Traversée par le fleuve Congo et faisant frontière avec le Katanga, le Kasaï, le Sud-Kivu, le territoire de Kasongo a très souvent été le théâtre obligé de toutes les explorations, les conquêtes, les rébellions militaires et les guerres au Congo, et ce, depuis la traite négrière (sur la route de Zanzibar de Tippo Tip) à ce jour, en passant par les conquêtes islamiques et la colonisation. La présence de la fameuse prison d'esclaves de Nyangwe et autres monuments construits par les arabes constituent des éléments éloquents.

## Subdivisions
Le territoire est constitué de la commune de Kasongo, de six chefferies et de quatre secteurs :
| Subdivision        | Statut    |
| ------------------ | --------- |
| Kasongo            | Commune   |
| Bakwange           | Chefferie |
| Basonge I          | Chefferie |
| Benia-Samba        | Chefferie |
| Nonda              | Chefferie |
| Wagenia            | Chefferie |
| Wazula             | Chefferie |
| Basonge II-Mweho   | Secteur   |
| Mamba Kasenga      | Secteur   |
| Wazimba Wa Maringa | Secteur   |
| Wazimba Wa Mulu    | Secteur   |

## Économie
Le territoire compte d'énormes potentialités. Du point de vue humain, il est le territoire le plus peuplé de la province du Maniema[réf. nécessaire]. On trouve également dans le territoire d'énormes ressources minières. C'est la Collectivité des Wazimba wa Mulu qui en est le réservoir :
1. L'or à Bikenge (Imonga), Mirundu (Kabuchome), Kalulu, Mingana, Mumba
2. Le diamant à Bikenge (Imonga), Mirundu, Kalulu, Mumba (Mbetu)
3. La cassitérite à Mumba (Mbetu), Kalulu, Mingana (Tubambo), Kibangu, Makangila, Mwema
4. Le coltan à Mumba (Mbetu), Kalulu, Mingana (Tubambo), Kibangu, Makangila, Mwema
5. etc.

Ces matières premières n'attirent actuellement que peu d'investisseurs. Par ailleurs, le territoire n'a pas d'activité industrielle conséquente, ce qui entraîne un chômage à grande échelle ; le peu d'activités industrielles qui existaient sont tombées en faillite vers la fin des années du règne de Mobutu et complètement anéanties par les deux guerres que la RDC a connues, aggravées par les pillages des milices d'autodéfenses populaires locales, les Mai-Mai, mouvement qui a pris une forte ampleur dans ce territoire.
Sur le plan agricole, le territoire possède un sol fertile pour la culture du riz, du manioc, des arachides, des bananes, des haricots, du soja, du coton, du café et d'autres nombreux produits tropicaux agricoles. Mais le secteur agropastoral reste encore à développer.
Ses forêts tropicales sont abondantes en biodiversité encore intacte (faune et flore). La province dispose de réserves animalières célèbres pour la protection des grands singes (gorilles), des éléphants, des crocodiles, des tortues, des paons…
Signalons aussi en passant que dans le territoire de Kasongo on trouve une collectivité a vocation agricole, la collectivité chefferie des Benya Samba, qui nourrit presque plusieurs villes de deux provinces de Kasai et celles du Katanga aussi[réf. nécessaire]. Cette collectivité chefferie dirigée par le Grand Chef Coutumier des Benya Samba, Mwami Pene KITHO LOMBE SOMWA Gerard connait des graves crises entrainées par des conflits du pouvoir entre deux familles antagonistes (les Pene KITHO, jusque-là reconnus par le gouvernement central et l'administration territoriale comme les vrais détenteurs du pouvoir et les Nyembo Kauta qui veulent le ravir par la force)/OMM'S-PK.

## Population
La population de Kasongo est d'environ 63 000 habitants. Les populations portent encore les stigmates forts des violences qui endeuillent les familles de façon cyclique depuis des siècles. En conséquence, ces populations ont développé une force ancestrale et mystico militaire d'autodéfense très célèbre : la confrérie des Maï-Maï, pour se défendre contre les invasions.
Les récentes violences ont été marquées par le pillage systématique de l'administration et des biens publics dont les hôpitaux ou les écoles, qui ont vu tout leur matériel emporté ou détruit.

## Infrastructures
Le territoire de Kasongo compte 2 pistes d'aviation opérationnelles : une à Kasongo centre et l'autre à Kipaka. Une autre piste est en travaux de finitions à Mingana. À ce jour, le territoire de Kasongo bénéficie des vols aériens de transport irréguliers de petits cargos Antonov à partir de Bukavu et de Goma et d'un ravitaillement semestriel par voie ferroviaire.
Les voies routières internes sont très dégradées par manque d'entretien et sous l'effet des intempéries tropicales, coupant ainsi la connexion avec les territoires limitrophes et par le Chef-Lieu de la province. Quand certaines routes existent encore, leurs nombreux ponts de fortune présentent un danger pour les usagers. En effet la province du Maniema et ses différents territoires vivent un isolement excessif.
Malgré l'abondance de l'eau dans le territoire, l'approvisionnement en eau potable demeure encore un défi car sa couverture n'est pas satisfaisante et la majorité des populations boivent l'eau de sources non aménagées. Les maladies diarrhéiques et la malaria sont à l'état de pandémie en plus du VIH/SIDA et le programme de vaccination contre certaines maladies de l'enfance telle que la rougeole s'avère nécessaire.
Le territoire de Kasongo compte plus d'écoles primaires et secondaires que les autres territoires du Maniema. Ces écoles fonctionnent difficilement car les parents, déjà écrasés par la pauvreté, doivent souvent subvenir aux salaires des enseignants. Les écoles confessionnelles, qui ont pu conserver leur patrimoine relativement intact, sont la référence de l'éducation dans la province, tant en compétence qu'en expérience.